# 奧西爾 (密歇根州)
奧西爾（英語：Osier）是位於美國密歇根州德爾塔縣的一個鬼鎮。

## 歷史
位於奧西爾的郵政局於1898年成立，其後於1901年關閉。1910年重開後又於1927年永久停運。奧西爾得名自鎮內常見的柳树。

## 地理
奧西爾所處的海拔為高於海平面258米（即846英呎），而該地所採用的時區為UTC-5，即北美东部時區（EST）。同時該地設有夏令時間，為UTC-5調快一小時，即UTC-4（EDT）。